# Hydaticus aruspex
Hydaticus aruspex är en skalbaggsart som beskrevs av Clark 1864. Hydaticus aruspex ingår i släktet Hydaticus och familjen dykare. Arten är reproducerande i Sverige. Inga underarter finns listade i Catalogue of Life.

## Bildgalleri

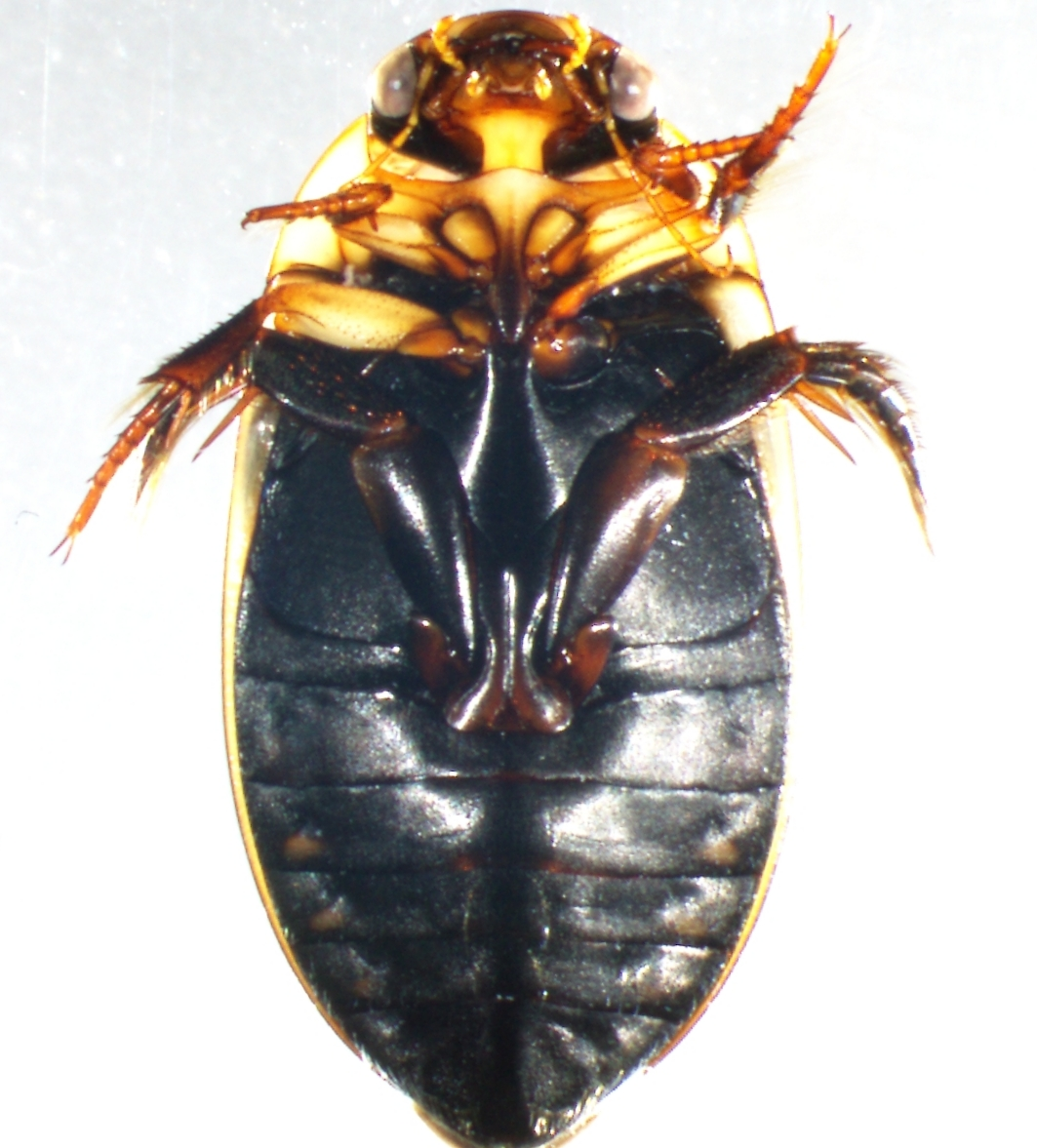